# Chiesa di San Martino (Gandellino)
La chiesa di San Martino  è il principale luogo di culto cattolico di Gandellino, comune in provincia di Bergamo, nell'alta Val Seriana. L'edificio risalente al XX secolo è costruito su di una chiesa precedente risalente al XV secolo, elevata a parrocchia nel 1611.

## Storia
La chiesa di San Martino Vescovo a Gandellino, oggi un piccolo comune della val Seriana in provincia di Bergamo, è un edificio religioso di grande rilevanza storica e culturale. La Chiesa di San Martino Vescovo risale al XIV secolo, anche se ha subito vari interventi e ristrutturazioni nel corso dei secoli. La sua fondazione è legata all'importante ruolo che la comunità di Gandellino ha svolto nella storia locale, con la chiesa che fungeva da centro spirituale e comunitario per gli abitanti del borgo. È stata edificata soprattutto grazie al supporto economico delle famiglie (e i capi casa) e dei parroci susseguitosi nel tempo.
Infatti così diceva il parroco dell'epoca:
"Dei Gandellinesi si potrà sempre dire quanto scrisse 
Cicerone, filoso ed oratore pagano dei Romani: Religiosissimi tra i mortali furono quei nostri maggiori che edificarono templi numi e li consacrarono? O sorgeranno di quelli che andranno dicendo: a che spendere denari per un altare, per una chiesa?".

La chiesa dedicata a san Martino vescovo, risulta presente sul territorio già dal 1445, quando vengono registrati i fedeli che per ricevere i sacramenti dovettero recarsi a Gromo nell'antica chiesa di San Giacomo e San Vincenzo, e da quella data in quella di Gromo San Marino dedicata a Santa Maria Nascente, dove erano presenti i preti che avevano il diritto di stola bianca o stola nera. Dai documenti conservati nell'archivio parrocchiale si evince che le comunità dei due paesi si riunivano in consiglio nella chiesa mariana. Va precisato infatti che da dall'estimo di Bergamo del 1478, risulta la «Parrocchia di S. Maria in Gromo S.M.» come "in plebe de Clixione..Benefic. Curatu. dive Marie de Gandilino". La presenza toponomastica di Gromo San Marino è infatti posteriore e anche oggi Gromo S. Marino è parte del comune di Gandellino.
Nel XVI secolo, fu costruita infatti una nuova chiesa in stile cinquecentesco, che divenne successivamente la chiesa parrocchiale di Gandellino. Questa chiesa era situata nello stesso luogo di quella che ancora oggi è la chiesa, ma era più piccola e semplice.
Il 14 dicembre 1611, ottenne dal vescovo Giovanni Emo previa il pagamento di 12 monete d'oro aventi il valore di 7 lire venete, l'elevazione a parrocchiale con il distacco dalla chiesa di Santa Maria Nascente di Gromo San Marino. La devozione al santo era molto antica sul territorio gandellinese.

La chiesa subì nel tempo molte modifiche, dopo la visita pastorale del 1575 di san Carlo Borromeo furono modificati gli altari. Nel 1889 la costruzione di una cantoria che fu poi spostata per collocare l'organo. La navata fu ampliata nel 1894, fu rifatta anche la pavimentazione nel 1894. L'antica chiesa secondo quanto registrato da don Domenico Grassi era lunga 23,30 m e la larghezza di 10 m, mentre il presbiterio di 7 m con una elevazione di 70 cm.
Il nuovo edificio fu iniziato nel 1920 su progetto di Camillo Galizzi e sostituì l'antica chiesa parrocchiale che era ormai, malgrado i numerosi interventi di restauro, gravemente ammalorata e decadente. Fu don Giovan Battista Nicoli a seguire il progetto e la prima parte di costruzione. La sua relazione indica che ormai l'edificio antico era vicino al de profundis. La posa della prima pietra avvenne il 6 maggio con la benedizione del vescovo Luigi Maria Marelli. I lavori proseguirono molto lentamente a causa della crisi economica del 1929 e poi del secondo conflitto mondiale; la grande dimensione della nuova chiesa chiedeva un contributo alto alle famiglie in un periodo di grave situazione economica del territorio. La nuova chiesa infatti aveva un costo stimato in L. 750.000, preventivamente erano stati accantonati preventivamente ulteriori L. 100.000. L. 350.000 assicurate dal governo e mai stanziati per l'avvento del Regime. La facciata fu iniziata nel 1951 su disegno dell'ingegnere Adolfo Ferrari. Solo nel 1954 l'edificio fu terminato con la consacrazione il 16 luglio dal vescovo di Crema Placido Maria Cambiaghi.

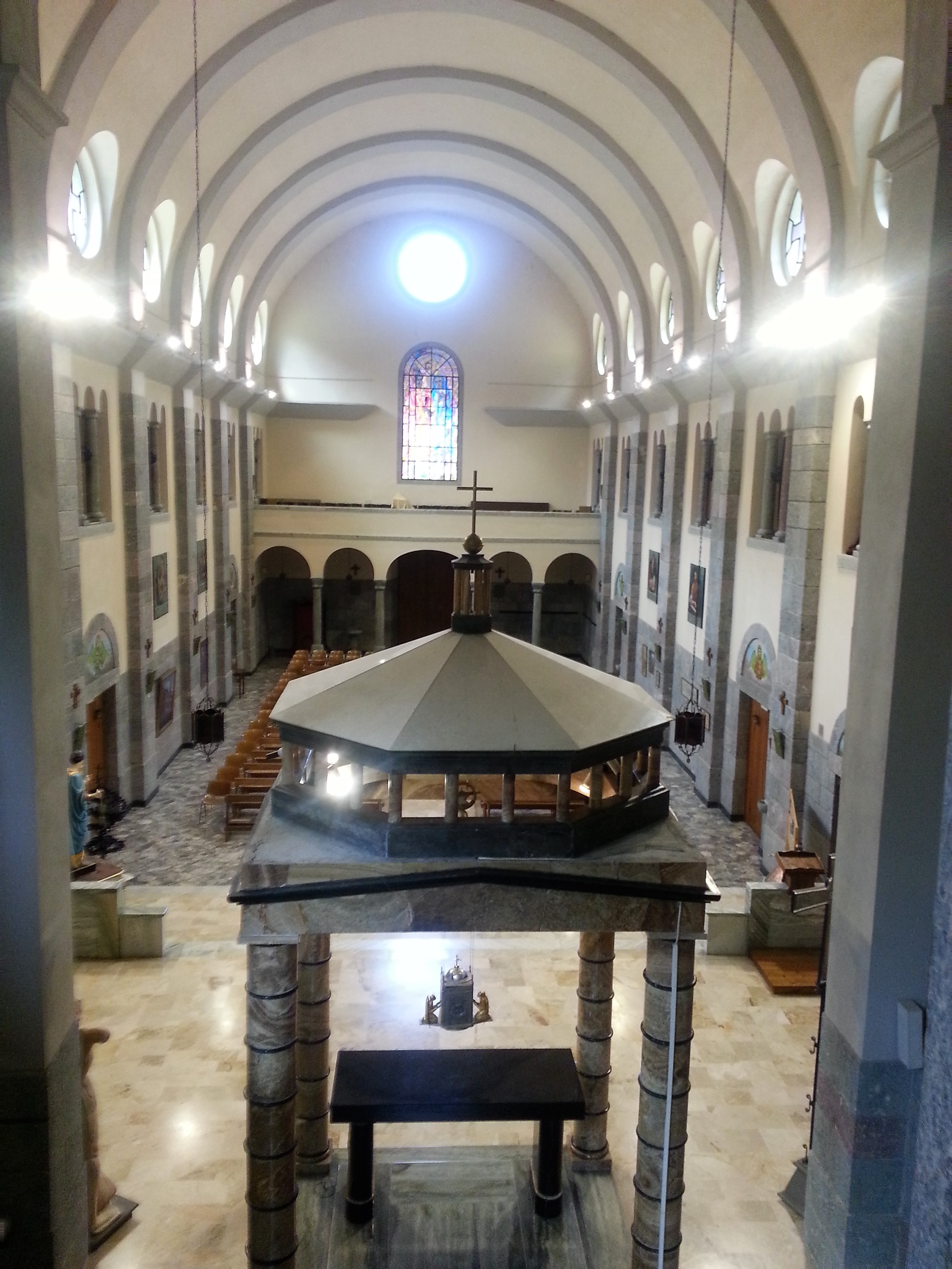
Aula della chiesa di San Martino dal matroneo

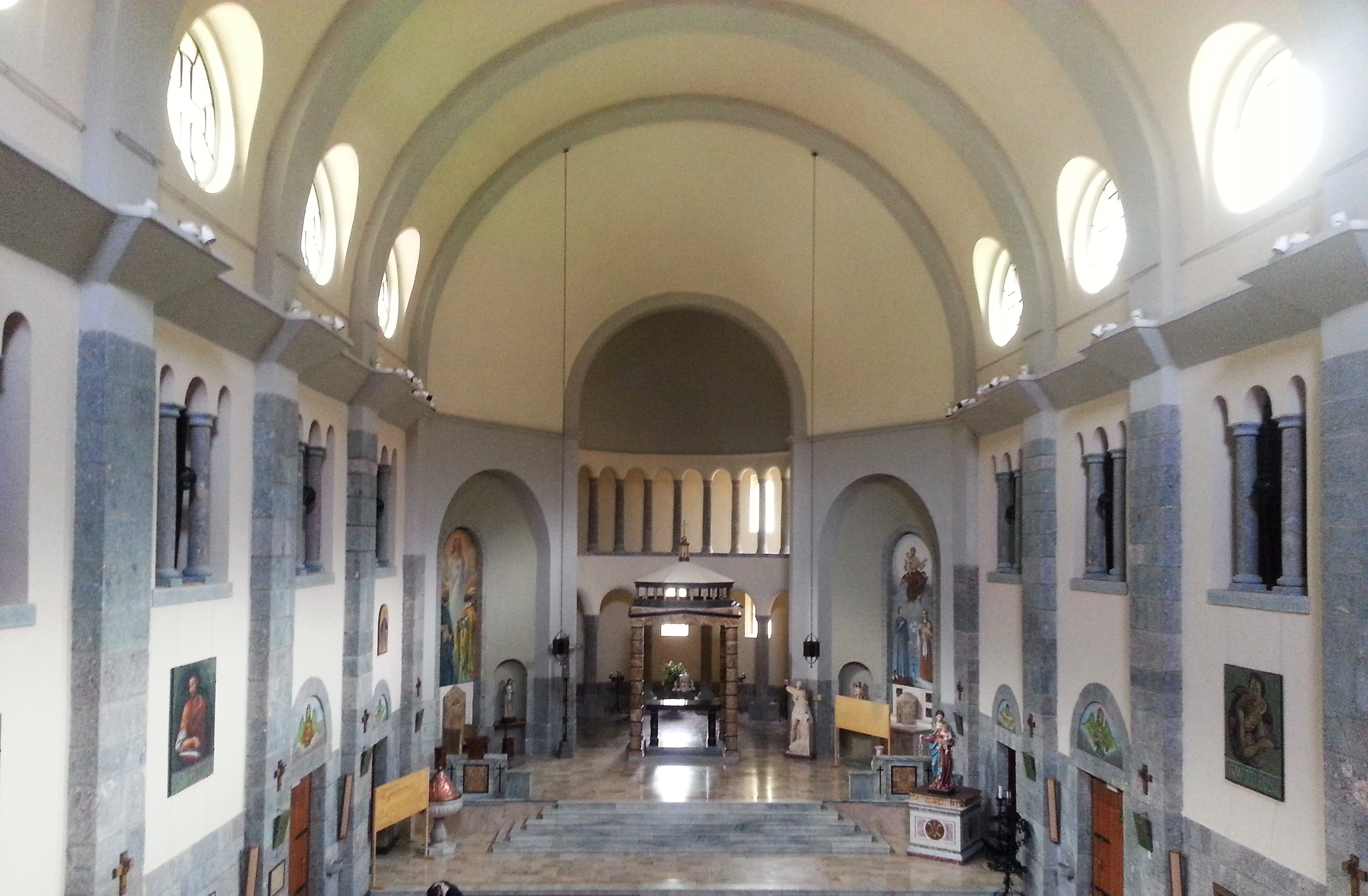
Chiesa superiore di San Martino

## Descrizione
L'antica chiesa era stata edificata all'inizio della strada che collegava il territorio con la frazione Tezzi dove erano presenti le medioevali miniere estrattive di ferro. Gli atti delle visite pastorali del 1520 e del 1535 la descrivono avente un'unica navata con l'altare maggiore al centro e due laterali dedicati alla Madonna quello dell'epistola e a sant'Antonio abate quello posto sul lato sinistro del Vangelo. Due ulteriori altari erano presenti lungo la navata dedicati a santa Maria Maddalena gestito dalla confraternita dei disciplini e a sant'Antonio da Padova. La visita pastorale del delegato di san Carlo Borromeo monsignor Pioni, fa la descrizione di un ambiente tenuto in condizioni antiqua e mal ridotta. Gli atti indicano anche la presenza di un cemeterium e di un altare esterno dedicato alle esequie funerarie. Fu quindi imposto alla fabbriceria di eliminare l'altare esterno e di recintare la zona cimiteriale perché non venisse offesa dagli animali, nonché di meglio mantenere l'edificio. Furono quindi esaudite le richieste del cardinale con la nuova intitolazione degli altari e la posa della pala di Domenico Carpinoni.

### Esterno
L'edificio, interamente rivestito in blocchi di pietra quarzifera con arabescanti venature lavorati a mano. Tali blocchi rivestono la struttura dall'imo al vertice e sono presenti anche internamente. Si tratta di pietra locale che richiedono una dura lavorazione, volgarmente detto Serizzo.

L'edificio si presenta maestoso grazie alla gradinata che lo precede. L'ambulacro lo circonda su tre lati, con tre aperture ad archi a tutto sesto. La facciata è preceduta da un ampio pronao con due grandi aperture centinate e un'arcata che conduce al portone ligneo d'ingresso, riportante le date 1940-1954. Sopra il portone, una grande finestra centinata illumina l'interno dell'aula. Complessivamente, l'edificio conta 20 finestre per un totale di 20 mq. La facciata prosegue con un rosone ed è culminante con la grande croce ferrea posta il 30 agosto 1952, al culmine del tetto a due spioventi.

Lateralmente il loggiato, pare dare della chiesa una conformazione a tre navate, presenta cinque aperture per lato, precedute da una gradinata per lato.

### Interno
L'interno a navata unica, è di medie dimensioni a pianta rettangolare; al presbiterio si accede da una gradinata terminante con una balaustra. Sul lato interno della facciata è presente una cantoria sostenuta da tre colonne e cinque archi e collegata al matroneo. L'aula, ultimata dal capomastro Giacomo Fiorina, ha un'alta zoccolatura correlata da lesene che sembrano sorreggano la trabeazione, ed è terminante nella parte alta con il matroneo avente sei ordini di trifore per lato. L'interno è illuminato da sei finestre semicircolari poste su ogni lato. L'abside iniziata nel giugno 1944, presenta un deambulatorio con loggiato sovrastante composto da colonne e archi, e con il catino absidale avente un arco a tutto sesto. Il tabernacolo è posto nel tempietto donato dall'ex seminario di Clusone opera dell'architetto Eugenio Bonomi. Risulta quindi di assoluta rilevanza all'interno della chiesa l'altare ciborio, proveniente dal Seminario di Clusone, ed anche la statua della Madonna del Carmine, di recente fattura, che durante la solennità del 15 agosto viene adornata con un prezioso manto dorato del XVII secolo e portata in processione.

### Cripta
La cripta, detta anche chiesa d'inverno, perché usata nel periodo invernale, è di misure inferiori rispetto all'aula principale e conserva sull'unico altare la statua lignea della Madonna del Carmine opera della bottega fantoniana del Seicento. Veniva usata per le celebrazioni liturgiche prima che fosse terminata la grande aula superiore negli anni sessanta del Novecento. La sua creazione non era inserita nel progetto iniziale, ma a causa del terreno soggetto ad alluvioni, si previde la sua realizzazione in corso d'opera, diventando la chiesa ordinaria durante la costruzione della parte superiore.

L'aula è a pianta rettangolare con volta a botte, in stile catacombale, con pareti in parte composte da pietra ed in parte da intonaco rustico, ed è completamente affrescata dal pittore milanese Angelo Borgonovo con dipinti raffiguranti l'Inferno, il purgatorio e il Paradiso nonché la rappresentazione del Giudizio Universale.

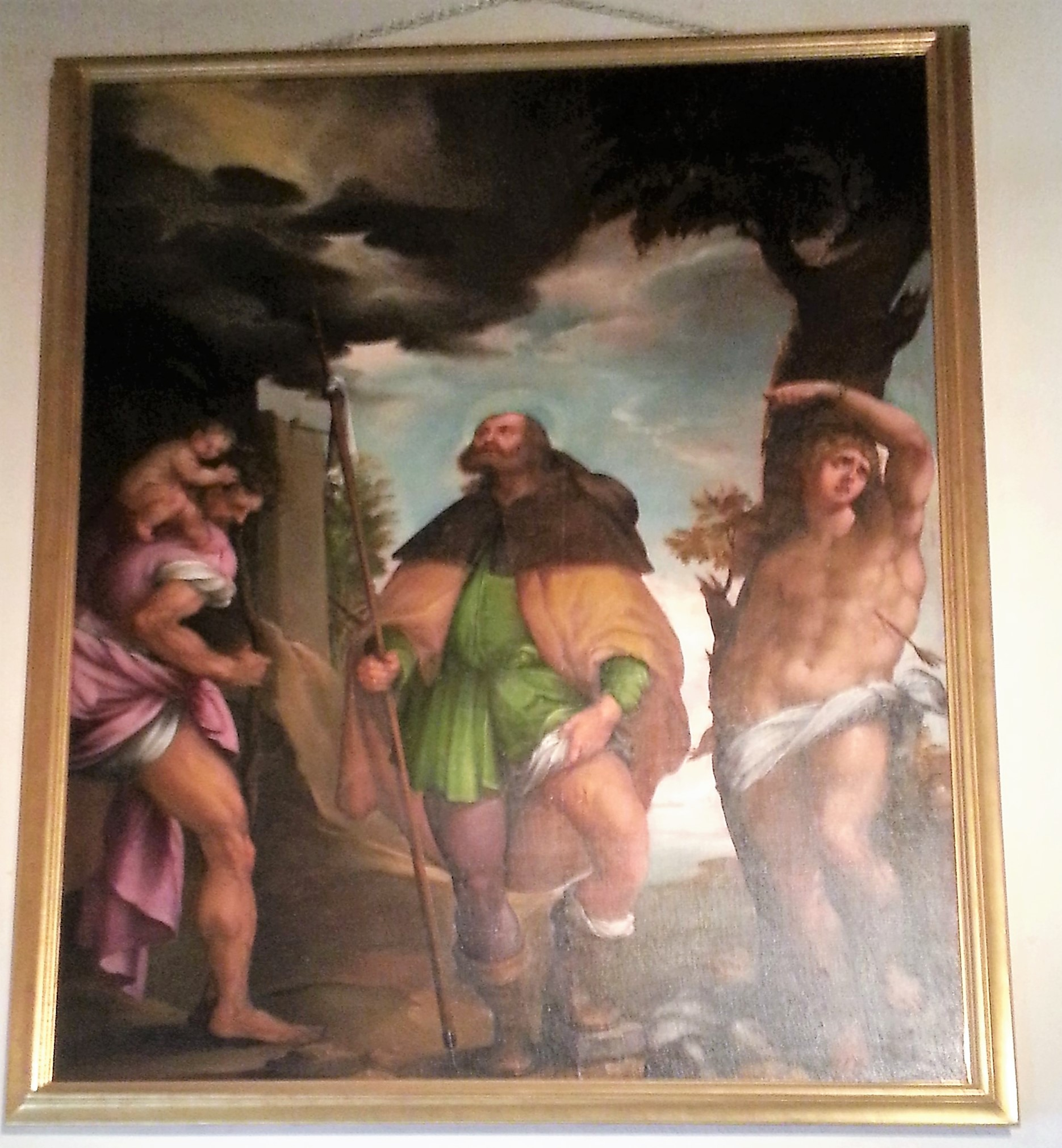
Domenico Carpinoni-Chiesa di San Martino Gandellino

### Sagrestia
La sagrestia è stata ricavata dalla parte rimasta dell'antico edificio di culto, in particolare la parte presbiteriale. Conserva il dipinto opera di Domenico Carpinoni intitolato: San Cristoforo, san Rocco e san Sebastiano  datata fine Cinquecento.

### Campanile
L'antico campanile era posto sulla parte nord dell'edificio e aveva un'unica campana che secondo la tradizione era stata fusa proprio nelle fucine del paese, facendola ritenere la più antica dell'alta valle, sicuramente risale al XIV secolo e riporta la scritta Laudate Deum in sono tubae. I gandellinesi infatti non solo estraevano ferro dalle montagne ma nelle fumiganti officine lo forgiavano. Erano talmente abili da produrre lame paragonabili a quelle di Toledo. Furono poi aggiunte altre due campane, quella detta di san Martino nel 1642, e nell'Ottocento altre due.
La nuova torre campanaria fu progettata sul lato meridionale e fu completata solo nel 1984, ma con una modifica al disegno originale, che prevedeva una cuspide ottagonale con tetto il rame. Il nuovo progetto presentava la firma dell'architetto Lucio Fiorina, e i lavori furono eseguiti dalla ditta artigiana locale Edilcasa di Fiorina A. Il nuovo campanile e il concerto di campane fu benedetto nell'agosto del 1984 dal vescovo Giulio Oggioni.